# 世界の涯ての鼓動
『世界の涯ての鼓動』（せかいのはてのこどう、原題：Submergence）は、2017年のアメリカ合衆国・フランス・スペイン・ドイツのスリラー・恋愛映画。監督はヴィム・ヴェンダース、出演はアリシア・ヴィキャンデルとジェームズ・マカヴォイなど。原作はJ・M・レッドガードの小説『Submergence』。

## ストーリー
ある日、フランス・ノルマンディーの海辺に佇むホテルで、1組の男女・ジェームズとダニーが出会った。
2人はたちまち情熱的な恋におちるが、わずか5日間で2人はそれぞれの使命のため離ればなれになる。ジェームズはMI-6の諜報員で、ソマリアに潜入し爆弾テロを阻止する任務に、ダニーは生物学者で、グリーンランドの深海に潜り地球上の生命の起源を解明する調査に向かう。
2人は向かったそれぞれの地で、ともに命の危機に陥る。ダニーは乗っていた潜水艇が深海の底で操縦不能となり、ジェームズはジハード戦士に捕えられてしまう。2人はそんな極限の状態の中で、お互いに思いをはせる。

## キャスト
- ダニー・フリンダーズ: アリシア・ヴィキャンデル
- ジェームズ・モア: ジェームズ・マカヴォイ
- アミール・ユスフ・アル＝アフガニ: アキームシェイディ・モハメド
- ドクター・シャディッド: アレクサンダー・シディグ
- サイーフ: レダ・カテブ
- ミスター・ベルホップ: アレックス・ハフナー（英語版）
- サムズ: ケリン・ジョーンズ
- ボブ: ハーヴェイ・フリードマン（英語版）
- アルマ: シャーロット・ランプリング
- マルセル: ジェス・リアウディン

## 製作
2015年11月2日、ヴィム・ヴェンダース監督の新作映画にジェームズ・マカヴォイが起用されたとの報道があった。30日、アリシア・ヴィキャンデルが本作の出演交渉に臨んでいると報じられた。2016年4月4日、ケリン・ジョーンズがキャスト入りした。12日、本作の主要撮影がベルリンで始まった。2017年3月14日、フェルナンド・ベラスケスが本作で使用される楽曲を手掛けることになったと報じられた。

## 公開・マーケティング
2017年9月10日、本作は第42回トロント国際映画祭でプレミア上映された。11月14日、サミュエル・ゴールドウィン・フィルムズが本作の全米配給権を獲得したと報じられた。2018年3月1日、本作のオフィシャル・トレイラーが公開された。
日本では映画本編の吹き替え版は作られなかったものの、マカヴォイの吹き替え声優である内田をナレーションに起用した日本版予告編が作られている。

## 評価
本作に対する批評家の評価は芳しいものではない。映画批評集積サイトのRotten Tomatoesには51件のレビューがあり、批評家支持率は22%、平均点は10点満点で4.27点となっている。サイト側による批評家の見解の要約は「ストーリーの進み方が遅い失敗作である。『世界の涯ての鼓動』は製作サイドが自認しているほど深みのある作品ではないが、何とか俳優たちをドラマの中に没入させようとしているのは伝わってくる。同作が表現しようとしたものは素晴らしいものだが、ほとんど表現できないまま終わってしまう。」となっている。また、Metacriticには16件のレビューがあり、加重平均値は38/100となっている。